# Finnisch-Ugrische Gesellschaft
Die Finnisch-Ugrische Gesellschaft (franz. Société Finno-Ougrienne; finn. Suomalais-Ugrilainen Seura) ist eine finnische Gelehrtengesellschaft zur Erforschung der ural-altaischen Sprachen. Sie wurde 1883 in Helsinki (Helsingfors) auf Initiative des Linguisten Otto Donner (1835–1909) gegründet. Die Gesellschaft veröffentlicht umfangreiche Materialsammlungen, Wörterbücher, wichtige wissenschaftliche Reihen und Zeitschriften.

## Publikationen
- Journal de la Société Finno-Ougrienne / Suomalais-Ugrilaisen Seuran Aikakauskirja (JSFOu; seit 1886)
- Mémoires de la Société Finno-Ougrienne (MSFOu, vollständiges Verzeichnis)
- Finnisch-Ugrische Forschungen: Zeitschrift für finnisch-ugrische Sprach- und Volkskunde (FUF; zur Zeit 66 Bände, 2021)